# Austin Butler
Austin Robert Butler (Anaheim, 17 agosto 1991) è un attore statunitense.
Ha cominciato la sua carriera in televisione, inizialmente in serie di Disney Channel e Nickelodeon e successivamente in ruoli ricorrenti in Life Unexpected (2010–2011) e Switched at Birth - Al posto tuo (2011–2012). Ha ottenuto notorietà per aver recitato in The Carrie Diaries (2013–2014) e The Shannara Chronicles (2016–2017). In ambito cinematografico ha lavorato con registi del calibro di Jim Jarmusch ne I morti non muoiono (2019) e di Quentin Tarantino nell'acclamato C'era una volta a... Hollywood (2019).
Nel 2022 ha ricevuto il plauso di pubblico e critica per la sua interpretazione di Elvis Presley nel film biografico Elvis di Baz Luhrmann, per il quale si è aggiudicato il BAFTA al migliore attore protagonista e il Golden Globe per il miglior attore in un film drammatico, venendo candidato al Critics' Choice Award, allo Screen Actors Guild Award e al Premio Oscar nella sezione migliore attore protagonista.
Nel 2023 è stato inserito dalla rivista Time tra le 100 persone più influenti del pianeta. Ha in seguito recitato nella miniserie televisiva Masters of the Air (2024) e con il ruolo di Feyd-Rautha Harkonnen in Dune - Parte due (2024).

## Biografia
Austin Butler è nato il 17 agosto 1991 ad Anaheim, in California, figlio dell'estetista Lori Anne Howell e di David Butler. I due divorziarono quando aveva sette anni. Ha una sorella maggiore, Ashley, che ha lavorato come attrice al suo fianco in Ned - Scuola di sopravvivenza.
All'età di tredici anni, fu avvicinato da un rappresentante di una società di gestione della recitazione presso l'Orange County Fair che lo aiutò a muovere i primi passi nell'industria dell'intrattenimento. Subito dopo cominciò a prendere lezioni di recitazione.

## Carriera

### 2005–2011: Gli inizi

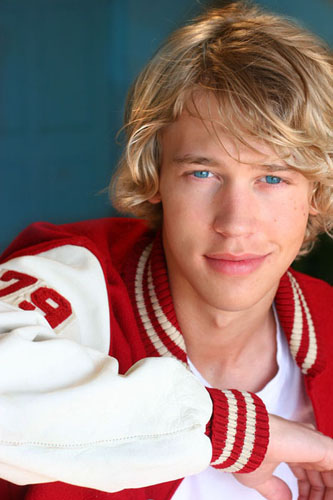
Austin Butler nel 2008

Nel 2005 dopo aver lavorato come comparsa in diverse serie televisive, ha ottenuto il suo primo lavoro regolare come attore nel ruolo di Lionel Scranton per due. stagioni nella serie di Nickelodeon Ned - Scuola di sopravvivenza. Nel 2007 ha ottenuto un ruolo da guest star nella serie di Disney Channel Hannah Montana al fianco di Miley Cyrus, e nello stesso anno ha interpretato Jake Krandle nella serie iCarly. L'anno seguente ha ottenuto un ruolo da protagonista in Zoey 101. Nel 2009 ha preso parte alla pellicola Alieni in soffitta al fianco di Ashley Tisdale. Lo stesso anno è apparso nella popolare serie Ruby & the Rockits.
Nel 2010 ha ottenuto un ruolo ricorrente nella serie Life Unexpected. Lo stesso anno, su consiglio della collega Ashley Tisdale, ha fatto un'audizione per un ruolo da protagonista nel film La favolosa avventura di Sharpay, uno spin-off della serie High School Musical. Il film è stato distribuito direttamente in DVD l'anno seguente.
Nel 2011 ricopre il ruolo di Wilke nella serie Switched at Birth - Al posto tuo. Lo stesso anno interpreta Zack Garvey nel film The Bling Ring, diretto da Michael Lembeck, basato sull'omonimo gruppo di furti con scasso che prese di mira diverse celebrità di Hollywood.

### 2012–2017: I primi ruoli da protagonista
Nel 2012 viene scelto per interpretare Sebastian Kydd in The Carrie Diaries, serie prequel di Sex and the City, al fianco di AnnaSophia Robb. La serie è stata in seguito cancellata dopo due stagioni. Nell'aprile del 2014 si unisce al cast della commedia teatrale Death of the Author, diretta da Bart De Lorenzo e scritta da Steven Druckman, al Geffen Playhouse di Los Angeles. Ha interpretato il ruolo di Bradley, uno studente di giurisprudenza con una doppia specializzazione in scienze politiche e matematica, che dovrebbe laurearsi in una ricca università. Dopo le anteprime del 20 maggio 2014, lo spettacolo è andato in onda dal 28 maggio al 29 giugno. Lo stesso anno interpreta Chase nella terza stagione della serie televisiva Arrow. Nel 2015 ha recitato al fianco di Miranda Cosgrove nel film thriller The Intruders.
Nel 2016 è nel cast della commedia horror Yoga Hosers - Guerriere per sbaglio. Lo stesso anno ha iniziato a interpretare il ruolo di Wil Ohmsford in The Shannara Chronicles. La serie è stata cancellata dopo due stagioni.

### 2018–presente:Elvise la fama mondiale

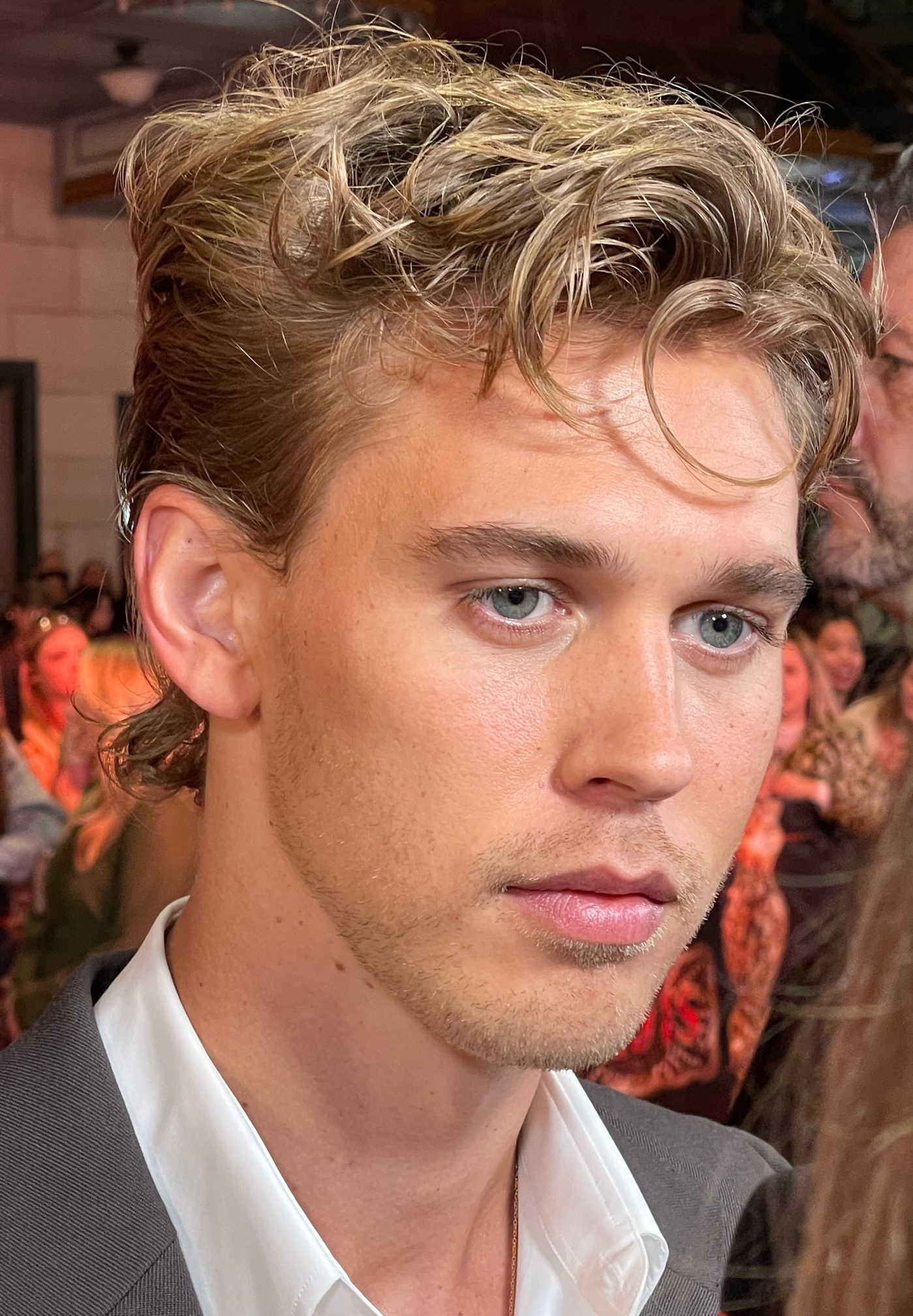
Butler nel 2022

Nel 2018 fa il suo debutto a Broadway interpretando Don Parritt, in Arriva l'uomo del ghiaccio, con Denzel Washington e David Morse. Le anteprime per la tiratura limitata sono iniziate il 26 marzo 2018 e lo spettacolo si è concluso il 1 luglio 2018. La sua performance è stata lodata dalla critica.
Nel 2019 interpreta una versione immaginaria del membro della famiglia Manson Tex Watson nella pellicola C'era una volta a... Hollywood di Quentin Tarantino. La sua performance nel film è stata descritta come "intensa" e "rimuginante".
Nel 2022 interpreta Elvis Presley nella pellicola biografica Elvis, diretto da Baz Luhrmann. Il film è stato presentato in anteprima al Festival di Cannes 2022, dove ha ricevuto una standing ovation di dodici minuti dal pubblico. La sua performance ha ricevuto il plauso della critica, oltre che agli elogi da parte della famiglia Presley. Grazie a questo ruolo ottiene il suo primo Golden Globe come miglior attore in un film drammatico, ai Critics' Choice Awards come miglior attore, ed al Satellite Award come miglior attore in un film commedia o musicale.
Nel 2024 è protagonista della miniserie televisiva Masters of The Air. Lo stesso anno prende parte a Dune - Parte due, sequel dell'acclamato Dune, diretto da Denis Villeneuve in cui veste i panni del temibile Feyd-Rautha Harkonnen. Nello stesso anno gli viene affidato il ruolo di Patrick Bateman (interpretato in precedenza da Christian Bale) nel nuovo film tratto dal romanzo American Psycho diretto da Luca Guadagnino.

## Vita privata
Gli piace creare e registrare musica ed ha imparato da autodidatta a suonare la chitarra all'età di tredici anni e il piano a sedici.
Ha avuto una relazione con l'attrice Vanessa Hudgens dal 2011 al 2020. Dal 2021 al 2024 ha avuto una relazione con la modella Kaia Gerber.
Nel 2014 la madre è morta di cancro.

## Filmografia

### Attore

#### Cinema
- Alieni in soffitta (Aliens in the Attic), regia di John Schultz (2009)
- La favolosa avventura di Sharpay (Sharpay's Fabulous Adventure), regia di Michael Lembeck (2011)
- My Uncle Rafael, regia di Marc Fusco (2012)
- The Intruders, regia di Adam Massey (2015)
- Yoga Hosers - Guerriere per sbaglio (Yoga Hosers), regia di Kevin Smith (2016)
- Dude, regia di Olivia Milch (2018)
- I morti non muoiono (The Dead Don't Die), regia di Jim Jarmusch (2019)
- C'era una volta a... Hollywood (Once Upon a Time in... Hollywood), regia di Quentin Tarantino (2019)
- Elvis, regia di Baz Luhrmann (2022)
- The Bikeriders, regia di Jeff Nichols (2023)
- Dune - Parte due (Dune: Part Two), regia di Denis Villeneuve (2024)
- Eddington, regia di Ari Aster (2025)
- Una scomoda circostanza (Caught Stealing), regia di Darren Aronofsky (2025)

#### Televisione
- Ned - Scuola di sopravvivenza (Ned's Declassified School Survival Guide) – serie TV, 41 episodi (2005-2007)
- Hannah Montana – serie TV, episodi 1x11-2x07 (2006-2007)
- Zoey 101 – serie TV, 10 episodi (2007-2008)
- iCarly – serie TV, episodio 1x04 (2007)
- Jimmy fuori di testa (Out of Jimmy's Head) – serie TV, episodio 1x16 (2008)
- Ruby & The Rockits – serie TV, 10 episodi (2009)
- Zeke e Luther (Zeke & Luther) – serie TV, episodio 1x17 (2009)
- Life Unexpected – serie TV, 10 episodi (2010-2011)
- I maghi di Waverly (Wizards of Waverly Place) – serie TV, episodio 3x10 (2010)
- Jonas L.A. – serie TV, episodi 2x01-2x02 (2010)
- CSI: Miami – serie TV, episodio 9x08 (2010)
- The Defenders – serie TV, episodio 1x10 (2010)
- CSI: NY – serie TV, episodio 7x17 (2011)
- The Bling Ring, regia di Michael Lembeck – film TV (2011)
- Switched at Birth - Al posto tuo (Switched at Birth) – serie TV, 14 episodi (2011-2012)
- Are You There, Chelsea? – serie TV, episodio 1x03 (2012)
- The Carrie Diaries – serie TV, 26 episodi (2013-2014)
- Arrow – serie TV, episodi 3x07-3x11-3x13 (2014-2015)
- The Shannara Chronicles – serie TV, 20 episodi (2016-2017)
- Masters of the Air – miniserie TV, 9 puntate (2024)

#### Cortometraggi
- The Faithful, regia di Jacob Chase (2006)
- Life Life in Space Space, regia di Tyson Persall (2013)

## Teatrografia
- Death of the Author di Steven Drukman, regia di Bart DeLorenzo. Geffen Playhouse di Los Angeles (2014)
- Arriva l'uomo del ghiaccio di Eugene O'Neill, regia di George C. Wolfe. Bernard B. Jacobs Theatre di Broadway (2018)

## Discografia
- Possibilities (2009) – Ruby and The Rockits
- Life I Love You (2009) – Ruby and The Rockits

## Riconoscimenti
- Premio Oscar
  - 2023 - Candidatura al miglior attore per Elvis
- Golden Globe[27]
  - 2023 – Miglior attore in un film drammatico per Elvis
- AACTA Award
  - 2022 – Candidatura al miglior attore per Elvis
- Premio BAFTA
  - 2023 – Miglior attore protagonista per Elvis
- Critics Choice Award
  - 2020 – Candidatura al miglior cast corale per C'era una volta a... Hollywood
  - 2023 – Candidatura al miglior attore per Elvis[28]
- Satellite Award
  - 2023 – Miglior attore in un film commedia o musicale per Elvis[29]
- Screen Actors Guild Award
  - 2020 – Candidatura al miglior cast cinematografico per C'era una volta a... Hollywood
  - 2023 - Candidatura al miglior attore cinematografico per Elvis
- MTV Movie & TV Awards
  - 2023 - Candidatura alla miglior performance in un film per Elvis

## Doppiatori italiani
Nelle versioni in italiano delle opere in cui ha recitato, Austin Butler è stato doppiato da:
- Lorenzo De Angelis in Life Unexpected, La favolosa avventura di Sharpay, Masters of the Air
- Fabrizio De Flaviis in CSI: Miami, CSI: NY
- Maurizio Merluzzo in iCarly, Elvis
- Flavio Aquilone in Arrow, Dune - Parte due
- Alessio Nissolino in Alieni in soffitta
- Mirko Cannella in The Intruders
- Leonardo Caneva in Yoga Hosers - Guerriere per sbaglio
- Alessio Puccio in C'era una volta a... Hollywood
- Jacopo Venturiero in The Bikeriders
- Alessio De Filippis in Zoey 101
- Simone Veltroni in Switched at Birth - Al posto tuo
- Andrea Mete in The Carrie Diaries
- Alessandro Campaiola in The Shannara Chronicles